# Mare Australe
Mare Australe (Mar Austral) é um mar lunar de 603 km de diâmetro, localizado no hemisfério Sul da Lua abrangendo tanto o lado visível, quanto o lado oculto da Lua. A bacia Austral formou-se na época pré-nectárica, enquanto o material no seu interior, formou-se na época ímbrica superior.